# Liste der Städte und Gemeinden in der Slowakei
Diese Liste der Städte und Gemeinden in der Slowakei ist eine Übersicht aller Städte und Gemeinden in der Slowakei in alphabetischer Ordnung:
Am 31. Dezember 2011 gab es 2891 Gemeinden in der Slowakei, diese sind in vier folgende Unterartikel gegliedert, dazu wird der jeweilige Okres und Kraj genannt, außerdem sind, wenn vorhanden, der deutsche und der ungarische Name vermerkt. Aus verwaltungstechnischer Sicht sind sie den LAU 2 gleichzusetzen.
Die slowakischen Namen bestehen offiziell seit 1920, die deutschen und ungarischen Namen wurden sämtlich in der Zeit zwischen 1773 und 1948/heute verwendet.
Anmerkung: Die Unterartikel werden derzeit sukzessive überarbeitet, bei alten Einträgen können die hier angeführten deutschen und ungarischen Namen zu einem großen Teil künstliche neuzeitliche Ableitungen aus mittelalterlichen Formen, wörtliche Übersetzungen slowakischer und ungarischer Namen (und eventuell sogar falsch) sein. Für die zwischen dem 18. und 20. Jahrhundert noch gebräuchlichen Formen bitte derzeit noch die Liste deutscher Bezeichnungen slowakischer Orte oder die jeweilige Okres-Seite benutzen!
- Teil 1 A bis G
- Teil 2 H bis Ľ
- Teil 3 M bis R
- Teil 4 S bis Ž